# Les Trophées de la comédie musicale 2018
La 2e cérémonie des Trophées de la Comédie Musicale s'est déroulée le 18 juin 2018 à Paris au Théâtre des Nouveautés et a récompensé les comédies musicales françaises, produites dans l'année,.
Les nominations ont été annoncées le 14 mai 2018.

## Palmarès
- Trophée de la comédie musicale
  - Comédiens !

- Trophée de la revue ou spectacle musical
  - Bô, le voyage musical

- Trophée de la reprise de comédie musicale
  - Hairspray, le musical

- Trophée de la comédie musicale jeune public
  - Les aventures de Tom Sawyer

- Trophée du public
  - Les aventures de Tom Sawyer
- Trophées d’honneur
  - Michel Legrand

- Trophée de l’artiste interprète féminine
  - Delphine Grandsart pour Louise Weber dite La Goulue
  - Alyzée Lalande pour Grease

- Trophée de l’artiste interprète masculin
  - Fabian Richard pour Comédiens !

- Trophée de l’artiste interprète féminine dans un second rôle
  - Emmanuelle N’zuzi pour Grease

- Trophée de l’artiste interprète masculin dans un second rôle
  - Alexandre Faitrouni pour Grease

- Trophée de l'artiste révélation féminine
  - Marion Préïté dans Comédiens !

- Trophée de l'artiste révélation masculine
  - Yanis Si Ah dans Grease

- Trophée de la mise en scène de comédie musicale
  - Samuel Sené pour Comédiens !

- Trophée du livret de comédie musicale
  - Eric Chantelauze et Samuel Sené pour Comédiens !

- Trophée de la partition de comédie musicale
  - Ludovic-Alexandre Vidal et Julien Salvia pour Les aventures de Tom Sawyer

- Trophée de la chorégraphie de comédie musicale
  - Martin Michel et Tim Van Der Straeten pour Grease

- Trophée de la scénographie
  - Emmanuelle Favre, Gilles Papain et Denis Koransky pour Bô le voyage musical

- Trophée de la création costumes de comédie musicale
  - Zoé Imbert et Micki Chomicki pour Jack, l’éventreur de Whitechapel